# 小澤道雄
小澤 道雄（おざわ どうゆう、本名みちお。1920年（大正9年）4月25日 - 1978年（昭和53年）3月16日）は日本の僧侶。曹洞宗法永寺住職。

## 来歴
大正9年に山梨県東八代郡(現甲府市）中道町に農家の次男として生まれる。昭和6年母方の親戚の寺の養子となる。昭和10年地元の小学校高等科を卒業後、横浜の禅林学校に安居する。
昭和15年、20歳で入隊し外地に出征。昭和20年北朝鮮で終戦を迎える。シベリア抑留中に右肩を負傷し、厳寒期の貨車による後送の途中で両足が重度の凍傷に冒される。昭和21年1月牡丹江の旧日本軍陸軍病院で両足首より切断手術をうける。その後帰国命令が下るも、両足がないため復員船の到着する胡蘆島までの移動は困難を極めた。11月病院船氷川丸で博多へ上陸。小倉病院で再び切断手術をうける。12月相模原国立病院へ転院し、母親と弟に面会する。母親の悲しみと自分の非力さを思い、絶望したという。やがて「本日ただいま誕生」の心境を悟る。
（この後も再手術がおこなわれ、のちに足無禅師と呼ばれる）
戦後の混乱期にいくつかの事業を行い繁盛させるも、倒産。よき理解者であった女性との同居生活も破綻し「半年ほどの間、毎日どうして露命を繋いでいたか思い出せないほど、打ちひしがれた夢遊病者のような生活を続けていた」と書き記している。

昭和31年5月に托鉢行脚を開始。約3年間托鉢行脚が続く。昭和34年関ヶ原妙応寺を訪れ、木船良秀師に出会い、同寺に住み込む。昭和37年年木船老師から嗣法を許され、永平寺・総持寺に於て瑞世師として式を済ませて曹洞宗の僧侶となる。昭和43年11月に結婚、12月に大垣市法永寺住職となる。その傍ら、岐阜県不破郡と大垣市で保護司を務めた。昭和50年10月に大垣に隠居した内山興正老師を訪ね、内山老師からのすすめにより自伝の執筆を開始する。昭和51年8月東京柏樹社から「足無し禅師　本日ただいま誕生」が刊行される。昭和50年代に相次ぎテレビドラマ、映画、演劇となった
。

昭和52年7月胃がんのため入院、手術。昭和53年3月16日逝去。行年57歳。法永25世中興雲外道大和尚。

著書に「足無し禅師　本日ただいま誕生」、「続・本日ただいま誕生」（共に東京柏樹社）。
あまりにもドラマティックな内容であるため「自伝的小説」と呼ばれることもある。
- 小沢道雄師にとって「本日ただいま誕生」がお題目に。義足をつけてリハビリをする際、切断面がすごく痛む。痛みを感じた時「痛い」ではなく「本日ただいま誕生」と自分に言い聞かせた。「自分は仏さまから許されて生きている。だから、当然感謝の念を強く生じさせなければいけない。感謝の念をもとに、日々の生活の中で何かこの社会のために奉仕をしなければ仏さまに対して申し訳がない。普通の人はすぐにそれが行動につながっていくが、自分の場合は両足が無い。だから何もそのお返しができない。だから四つのことだけを絶対に守ろう」と誓った。「微笑を絶やさない」「人の話を素直に聞こう」「親切にしよう」「絶対に怒らない」4度の切断手術を乗り越え、不自由な足で生涯托鉢行脚した。